# Provincia Santiago, Chile
Santiago (Provincia de Santiago) este o provincie din regiunea Metropolitană Santiago, Chile, cu o populație de 4.997.637 locuitori (2012) și o suprafață de 2030,3 km2.

## Comune
Provincia e compusă din 32 de comune (comunas).
| Comună              | Suprafață (km2) | Populație în 2002 | Densitate (km2) | Site web                                              |
| ------------------- | --------------- | ----------------- | --------------- | ----------------------------------------------------- |
| Santiago (Capital)  | 22.4            | 200,792           | 8,963.9         | link                                                  |
| Vitacura            | 28.3            | 81,499            | 2,879.8         | link Arhivat în 26 ianuarie 2011, la Wayback Machine. |
| San Ramón           | 6.5             | 94,906            | 14,600.9        | link Arhivat în 7 iulie 2011, la Wayback Machine.     |
| San Miguel          | 9.5             | 78,872            | 8,302.3         | link                                                  |
| San Joaquín         | 9.7             | 97,625            | 10,064.4        | link Arhivat în 7 iulie 2011, la Wayback Machine.     |
| Renca               | 24.2            | 133,518           | 5,517.3         | link                                                  |
| Recoleta            | 16.2            | 148,220           | 9,149.4         | link                                                  |
| Quinta Normal       | 12.4            | 104,012           | 8,388.1         | link Arhivat în 11 ianuarie 2011, la Wayback Machine. |
| Quilicura           | 57.5            | 126,518           | 2,200.3         | link Arhivat în 12 mai 2015, la Wayback Machine.      |
| Pudahuel            | 197.4           | 195,653           | 991.1           | link                                                  |
| Providencia         | 14.4            | 120,874           | 8,394.0         | link                                                  |
| Peñalolén           | 54.2            | 216,060           | 3,986.3         | link                                                  |
| Pedro Aguirre Cerda | 9.7             | 114,560           | 11,810.3        | link                                                  |
| Ñuñoa               | 16.9            | 163,511           | 9,675.2         | link                                                  |
| Maipú               | 133.0           | 468,390           | 3,521.7         | link                                                  |
| Macul               | 12.9            | 112,535           | 8,723.6         | link Arhivat în 4 mai 2015, la Wayback Machine.       |
| Lo Prado            | 6.7             | 104,316           | 15,569.6        | link                                                  |
| Lo Espejo           | 7.2             | 112,800           | 15,666.7        | link                                                  |
| Lo Barnechea        | 1,023.7         | 74,749            | 73.0            | link                                                  |
| Las Condes          | 99.4            | 249,893           | 2,514.0         | link                                                  |
| La Reina            | 23.4            | 96,762            | 4,135.1         | link                                                  |
| La Pintana          | 30.6            | 190,085           | 6,211.9         | link                                                  |
| La Granja           | 10.1            | 132,520           | 13,120.8        | link                                                  |
| La Florida          | 70.8            | 365,674           | 5,164.9         | link Arhivat în 15 aprilie 2019, la Wayback Machine.  |
| La Cisterna         | 10.0            | 85,118            | 8,511.8         | link                                                  |
| Independencia       | 7.4             | 65,479            | 8,848.5         | link                                                  |
| Huechuraba          | 44.8            | 74,070            | 1,653.3         | link                                                  |
| Estación Central    | 14.1            | 130,394           | 9,247.8         | link Arhivat în 7 iulie 2011, la Wayback Machine.     |
| El Bosque           | 14.1            | 175,594           | 12,453.5        | link                                                  |
| Conchalí            | 70.7            | 133,256           | 1,884.8         | link                                                  |
| Cerro Navia         | 11.1            | 148,312           | 13,361.4        | link                                                  |
| Cerrillos           | 21.0            | 71,906            | 3,424.1         | link                                                  |